# Jausa jõgi
Jausa jõgi (Jausaån) är ett 18,7 km långt vattendrag på Dagö i västra Estland. Den ligger i Emmaste kommun i Hiiumaa (Dagö), 140 km sydväst om huvudstaden Tallinn. Ån rinner genom byn Jausa och mynnar i viken Jausa laht.